# Elezioni europee del 2009
Le elezioni europee del 2009 si sono tenute tra il 4 e il 7 giugno nei 27 stati dell'Unione europea; ogni stato ha scelto la data delle elezioni a seconda delle consuetudini proprie della nazione o secondo quanto stabilito dai singoli governi — ad esempio, in Italia il 6 e 7 giugno, di sabato e domenica, come nel 2004, ma diversamente da quanto accaduto nelle più recenti elezioni, mentre nel Regno Unito il 4 giugno, di giovedì, come avviene solitamente. 500 milioni di europei sono rappresentati, a seguito delle elezioni, da 736 iscritti del Parlamento europeo con il sistema proporzionale, superando le elezioni del 2004 che furono le più grandi elezioni trans-nazionali della storia.

## Contesto

### I nuovi Stati membri e la nuova composizione del Parlamento europeo
Le elezioni europee del 2009 furono le prime a cui parteciparono in contemporanea con gli altri stati membri anche le due nazioni entrate nell'Unione europea nel 2007 ovverosia Bulgaria e Romania. I seggi dell'europarlamento sono stati riallocati tra i paesi membri per portarli alla quota di 736 componenti concordemente con il Trattato di Nizza all'epoca in vigore. Il Trattato di Lisbona, poi entrato in vigore dopo le elezioni e cioè il 1º dicembre 2009, pone invece la soglia massima di componenti il Parlamento Europeo a 751 membri (vedere sezione frazionamento sotto).

### Presidenza della Commissione

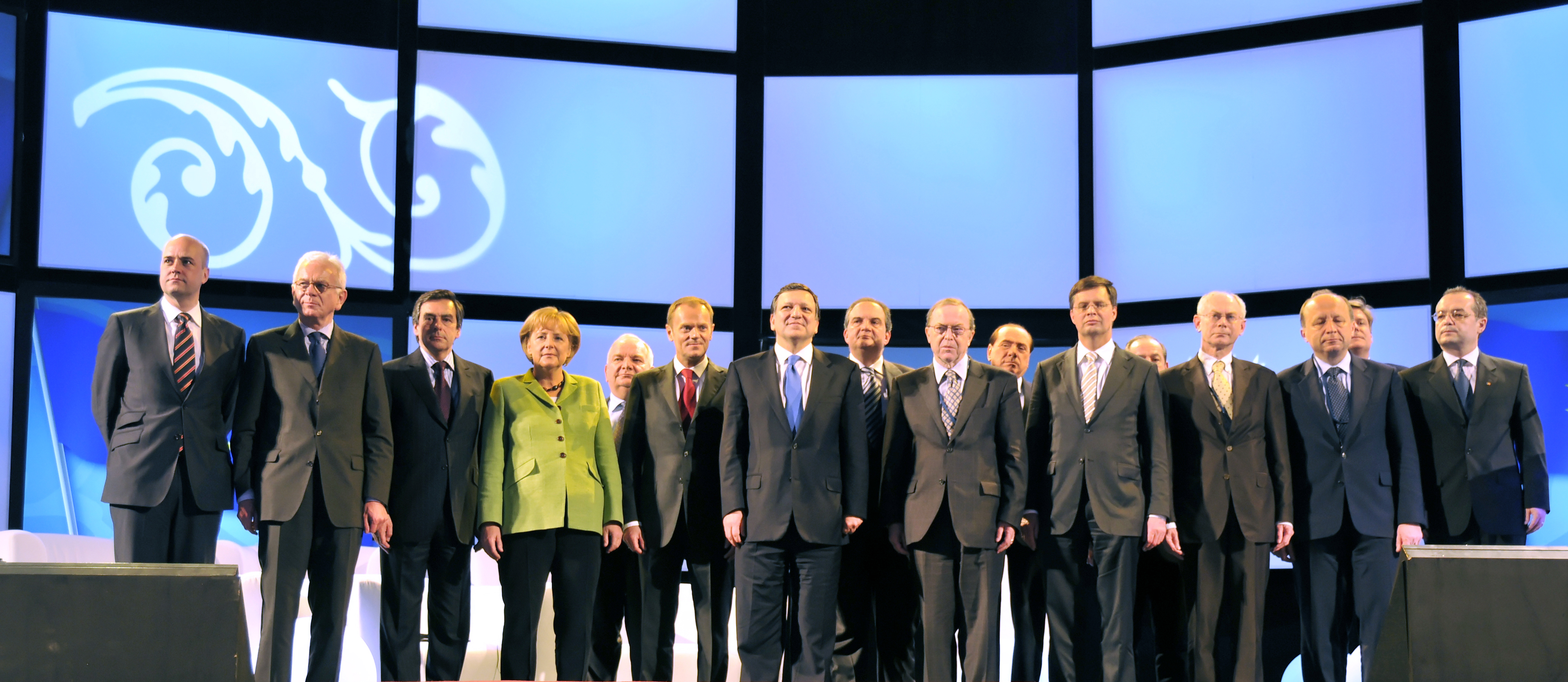
Congresso di Varsavia del 30 aprile 2009: i capi di Stato e di governo aderenti al Partito Popolare Europeo sostengono la rielezione di José Manuel Durão Barroso (al centro con la cravatta azzurra) alla guida della Commissione aprendo la campagna elettorale per le europee 2009. L'unica donna è Angela Merkel. Il settimo da destra è Silvio Berlusconi.

Era atteso che entro le elezioni europee del 2009 entrasse in vigore il Trattato di Lisbona, il quale prevede gran parte dei cambiamenti originariamente previsti dalla defunta Costituzione europea: se la ratifica fosse avvenuta allora, i cambiamenti apportati dal Trattato avrebbero immediatamente aumentato le prerogative dell'europarlamento, tra cui i poteri riguardanti l'approvazione della fiducia alla Commissione europea e ai suoi membri incluso il Presidente della Commissione. Alcuni commentatori politici suggerirono allora l'idea che i partiti europei avrebbero potuto concorrere proponendo i propri candidati alla Presidenza della Commissione Europea già prima delle elezioni e quindi direttamente ai cittadini. Il suggerimento venne accolto dal Partito Popolare Europeo (PPE) che sostenne José Manuel Durão Barroso, egli stesso membro del PPE, alla rielezione come guida della Commissione, da lui già presieduta dal 2004.

### I principali partiti europei e il rimescolamento delle alleanze
Le principali famiglie politiche a livello europeo che hanno partecipato alle elezioni attraverso i partiti nazionali membri furono il Partito Popolare Europeo, il Partito del Socialismo Europeo e il Partito dell'Alleanza dei Liberali e dei Democratici per l'Europa. Nell'ambito dei partiti presenti negli Stati Membri in Italia Alleanza Nazionale si fuse con Forza Italia dando luogo al Popolo della Libertà e così aderendo al Partito Popolare Europeo. Alcuni partiti, tra i quali Diritto e Giustizia in Polonia, costituirono un gruppo unico assieme al Partito Conservatore (Regno Unito), che fino ad allora aveva aderito ai Democratici Europei all'interno del gruppo PPE-DE: nacque così il Gruppo dei Conservatori e dei Riformisti Europei. Altri partiti decisero di costituire il gruppo Europa della Libertà e della Democrazia, erede di Indipendenza e Democrazia (ID), tra i quali la Lega Nord. Infine il Fianna Fáil (Irlanda), sempre più distante dalla politica di destra di alcuni membri del suo precedente gruppo, aderì all'ALDE.

#### Il Partito Democratico di Dario Franceschini
Nel Partito Democratico in Italia, durante la leadership di Dario Franceschini, si discusse lungamente riguardo al gruppo ove collocare i propri membri all'interno del Parlamento europeo, giungendo a una soluzione solo dopo le votazioni. Il Partito Democratico era stato creato sotto la guida di Walter Veltroni ufficialmente il 14 ottobre 2007 dall'unione dei due principali partiti di centro-sinistra italiani, ovverosia i Democratici di Sinistra e La Margherita, i cui membri appartenevano rispettivamente al Partito del Socialismo Europeo (PSE) e al Partito Democratico Europeo (PDE). La soluzione venne poi trovata grazie alla creazione di una federazione con il PSE dando così vita a un gruppo parlamentare unico PSE-PD denominato Alleanza Progressista dei Socialisti e dei Democratici (S&D).

## Sistema elettorale
Per eleggere i propri rappresentanti al Parlamento europeo ciascuno stato membro è tenuto a utilizzare il sistema proporzionale in conformità dei principii comuni concernenti le elezioni europee ed emanati nel 2002 sulla base del trattato di Amsterdam del 1997. La legge italiana venne modificata il 20 febbraio 2009 e previde sempre il metodo Hare-Niemeyer già in vigore precedentemente, ma con aggiunta una soglia di sbarramento equivalente al 4% sul piano nazionale. Secondo tale legge elettorale ogni elettore poté esprimere un massimo di tre preferenze. Il territorio italiano si suddivide in cinque circoscrizioni ai soli fini della presentazione delle candidature, essendo la ripartizione dei seggi effettuata nel collegio unico nazionale.

### Distribuzione dei seggi
Cambiamento dell'assegnazione dei seggi al Parlamento europeo alle elezioni del 2009.
| Stato       | 2007 | 2009 Nizza | 2009 Lisbona |
| ----------- | ---- | ---------- | ------------ |
| Germania    | 99   | 99         | 99           |
| Rep. Ceca   | 24   | 22         | 22           |
| Slovacchia  | 14   | 13         | 13           |
| Francia     | 78   | 72         | 74           |
| Grecia      | 24   | 22         | 22           |
| Irlanda     | 13   | 12         | 12           |
| Italia      | 78   | 72         | 73           |
| Ungheria    | 24   | 22         | 22           |
| Lituania    | 13   | 12         | 12           |
| Regno Unito | 78   | 72         | 73           |
| Portogallo  | 24   | 22         | 22           |
| Lettonia    | 9    | 8          | 9            |
| Spagna      | 54   | 50         | 54           |
| Svezia      | 19   | 18         | 20           |
| Slovenia    | 7    | 7          | 8            |
| Polonia     | 54   | 50         | 51           |
| Austria     | 18   | 17         | 19           |
| Cipro       | 6    | 6          | 6            |
| Romania     | 35   | 33         | 33           |
| Bulgaria    | 18   | 17         | 18           |
| Estonia     | 6    | 6          | 6            |
| Paesi Bassi | 27   | 25         | 26           |
| Finlandia   | 14   | 13         | 13           |
| Lussemburgo | 6    | 6          | 6            |
| Belgio      | 24   | 22         | 22           |
| Danimarca   | 14   | 13         | 13           |
| Malta       | 5    | 5          | 6            |
| Totale      | 785  | 736        | 754          |

- a Comprende Gibilterra, ma non tutti gli altri Territori britannici d'oltremare, aree sovrane o Dipendenze della Corona.
- b Il Presidente non è conteggiato ufficialmente, pertanto rimangono 750 MPE.

La ripartizione dei seggi fra gli Stati membri applicata alle elezioni del 2009 è stata quella riportata nella colonna centrale. Questa ripartizione si differenzia da quella applicata alle precedenti elezioni, giacché nel frattempo entrò in vigore il Trattato di Nizza.
La ripartizione precedente (nella colonna 2007) fu quella decisa per le elezioni del 2004, ed integrata dal successivo ingresso nell'UE della Bulgaria e della Romania.
La terza colonna ("2009 Lisbona") si riferisce alla composizione secondo il trattato di Lisbona. Se esso fosse stato ratificato e fosse entrato in vigore prima delle elezioni (cosa tuttavia non avvenuta) il numero di europarlamentari sarebbe stato incrementato a 751 membri. Salvo nuove modifiche ai trattati europei, la ripartizione dei seggi conseguente al Trattato di Lisbona sarà in vigore per le elezioni europee del 2014.

## Gruppi politici
| Gruppo                    | Gruppo                                                                  | Partito                                                                                           | Capogruppo                        | Seggi |
| ------------------------- | ----------------------------------------------------------------------- | ------------------------------------------------------------------------------------------------- | --------------------------------- | ----- |
|                           | Gruppo del Partito Popolare Europeo (PPE)                               | Partito Popolare Europeo                                                                          | Joseph Daul                       | 265   |
|                           | Alleanza Progressista dei Socialisti e dei Democratici (S&D)            | Partito del Socialismo Europeo                                                                    | Martin Schulz                     | 184   |
|                           | Gruppo dell'Alleanza dei Democratici e dei Liberali per l'Europa (ALDE) | - Partito dell'Alleanza dei Liberali e dei Democratici per l'Europa - Partito Democratico Europeo | Guy Verhofstadt                   | 84    |
|                           | I Verdi/Alleanza Libera Europea (Verdi/ALE)                             | - Partito Verde Europeo - Alleanza Libera Europea                                                 | Daniel Cohn-Bendit, Rebecca Harms | 55    |
|                           | Gruppo dei Conservatori e dei Riformisti Europei (ECR) 1                | - Alleanza dei Conservatori e dei Riformisti Europei - Movimento Politico Cristiano Europeo       | Jan Zahradil                      | 55    |
|                           | Sinistra Unitaria Europea/Sinistra Verde Nordica (GUE/NGL)              | - Partito della Sinistra Europea - Alleanza della Sinistra Verde Nordica                          | Lothar Bisky                      | 35    |
|                           | Europa della Libertà e della Democrazia (EFD)                           | Movimento per un'Europa della Libertà e della Democrazia                                          | Nigel Farage                      | 32    |
|                           | Non iscritti (NI) 1                                                     | Indipendenti                                                                                      | nessuno                           | 26    |
| Totale                    | Totale                                                                  | Totale                                                                                            | Totale                            | 736   |
| Fonte: Parlamento europeo |                                                                         |                                                                                                   |                                   |       |

- 1 Detta fonte annovera 54 membri per il gruppo ERC e 27 per il gruppo NI; il seggio controverso è quello di Edward McMillan-Scott, eletto nelle file del Partito Conservatore e che, all'inaugurazione della legislatura, aderì al gruppo ECR, salvo lasciarlo immediatamente dopo (in particolare, in data 20.07.2019, cfr.) a seguito di alcuni contrasti con Michał Tomasz Kamiński, esponente di Diritto e Giustizia e anch'egli iscritto al gruppo ECR.

| Riepilogo dei seggi (+/- elezioni 2004) | Riepilogo dei seggi (+/- elezioni 2004) | Riepilogo dei seggi (+/- elezioni 2004) | Riepilogo dei seggi (+/- elezioni 2004) | Riepilogo dei seggi (+/- elezioni 2004) | Riepilogo dei seggi (+/- elezioni 2004) | Riepilogo dei seggi (+/- elezioni 2004) |
| --------------------------------------- | --------------------------------------- | --------------------------------------- | --------------------------------------- | --------------------------------------- | --------------------------------------- | --------------------------------------- |
|                                         |                                         |                                         |                                         |                                         |                                         |                                         |
| GUE/NGL                                 | 35                                      | ▼ 6                                     |                                         | PSE                                     | 184                                     | ▼ 16                                    |
| Verdi/ALE                               | 55                                      | ▲ 13                                    |                                         | NI                                      | 26                                      | ▼ 3                                     |
| ALDE                                    | 84                                      | ▼ 4                                     |                                         | PPE                                     | 265                                     | ▼ 3                                     |
| EFD                                     | 32                                      | ▼ 33                                    |                                         | ECR                                     | 55                                      | Nuovo                                   |

## Ripartizione dei seggi
| Stato                   | PPE                       | S&D           | ALDE          | Verdi/ALE              | ECR          | GUE/NGL        | EFD     | NI             | Totale |
| ----------------------- | ------------------------- | ------------- | ------------- | ---------------------- | ------------ | -------------- | ------- | -------------- | ------ |
| Austria (risultati)     | 6 ÖVP                     | 4 SPÖ         |               | 2 Grünen               |              |                |         | 3 Martin 2 FPÖ | 17     |
| Belgio (risultati)      | 3 CD&V 1 CDH 1 CSP        | 3 PS 2 SP.A   | 3 VLD 2 MR    | 1 Verdi 2 Ecolo 1 N-VA | 1 LDD        |                |         | 2 VB           | 22     |
| Bulgaria (risultati)    | 5 GERB 1 SDS/DSB          | 4 BSP         | 3 DPS 2 NDSV  |                        |              |                |         | 2 Ataka        | 17     |
| Cipro (risultati)       | 2 DISY                    | 1 EDEK 1 DIKO |               |                        |              | 2 AKEL         |         |                | 6      |
| Danimarca (risultati)   | 1 C                       | 4 A           | 3 V           | 2 F                    |              | 1 N            | 2 O     |                | 13     |
| Estonia (risultati)     | 1 IRL                     | 1 SDE         | 1 ER 2 KE     | 1 Tarand               |              |                |         |                | 6      |
| Finlandia (risultati)   | 3 Kok. 1 KD               | 2 SDP         | 3 Kesk. 1 SFP | 2 Vihr.                |              |                | 1 PS    |                | 13     |
| Francia (risultati)     | 24 UMP 3 NC 2 LGM         | 14 PS         | 6 MoDem       | 14 E-É                 |              | 4 FG 1 AOM     | 1 MpF   | 3 FN           | 72     |
| Germania (risultati)    | 34 CDU 8 CSU              | 23 SPD        | 12 FDP        | 14 Grüne               |              | 8 Linke        |         |                | 99     |
| Grecia (risultati)      | 8 ND                      | 8 PASOK       |               | 1 OP                   |              | 2 KKE 1 SYRIZA | 2 LAOS  |                | 22     |
| Irlanda (risultati)     | 4 FG                      | 3 Lab         | 3 FF 1 Harkin |                        |              | 1 SP           |         |                | 12     |
| Italia (risultati)      | 29 PdL 5 UDC 1 SVP        | 21 PD         | 7 IdV         |                        |              |                | 9 LN    |                | 72     |
| Lettonia (risultati)    | 1 JL 2 PS                 | 1 SDP         | 1 LPP/LC      | 1 PCTVL                | 1 TB/LNKK    | 1 LSP          |         |                | 8      |
| Lituania (risultati)    | 4 TS-LKD                  | 3 LSDP        | 1 DP 1 LRLS   |                        | 1 AWPL       |                | 2 TT    |                | 12     |
| Lussemburgo (risultati) | 3 CSV                     | 1 LSAP        | 1 DP          | 1 Verdi                |              |                |         |                | 6      |
| Malta (risultati)       | 2 PN                      | 3 PL          |               |                        |              |                |         |                | 5      |
| Paesi Bassi (risultati) | 5 CDA                     | 3 PvdA        | 3 VVD 3 D66   | 3 GL                   | 1 CU         | 2 SP           | 1 SGP   | 4 PVV          | 25     |
| Polonia (risultati)     | 25 PO 3 PSL               | 7 SLD-UP      |               |                        | 15 PiS       |                |         |                | 50     |
| Portogallo (risultati)  | 8 PSD 2 CDS-PP            | 7 PS          |               |                        |              | 2 PCP 3 BE     |         |                | 22     |
| Regno Unito (risultati) |                           | 13 Lab        | 11 LibDem     | 2 GP 2 SNP 1 PC        | 25 Con 1 UUP | 1 SF           | 13 UKIP | 2 BNP 1 DUP    | 72     |
| Rep. Ceca (risultati)   | 2 KDU–ČSL                 | 7 ČSSD        |               |                        | 9 ODS        | 4 KSČM         |         |                | 22     |
| Romania (risultati)     | 10 PD-L 3 UDMR 1 Băsescu  | 11 PSD-PC     | 5 PNL         |                        |              |                |         | 3 PRM          | 33     |
| Slovacchia (risultati)  | 2 SDKÚ-DS 2 KDH 2 SMK-MKP | 5 Smer        | 1 LS-HZDS     |                        |              |                | 1 SNS   |                | 13     |
| Slovenia (risultati)    | 2 SDS 1 NSi               | 2 SD          | 1 LDS 1 Zares |                        |              |                |         |                | 7      |
| Spagna (risultati)      | 23 PP                     | 21 PSOE       | 1 CDC 1 EAJ   | 1 ERC 1 ICV            |              | 1 PCE          |         | 1 UPyD         | 50     |
| Svezia (risultati)      | 4 M 1 KD                  | 5 S           | 3 FP 1 C      | 2 MP 1 PP              |              | 1 V            |         |                | 18     |
| Ungheria (risultati)    | 14 Fidesz-MPP             | 4 MSZP        |               |                        | 1 MDF        |                |         | 3 Jobbik       | 22     |
| Totale                  | 265                       | 184           | 84            | 55                     | 55           | 35             | 32      | 26             | 736    |

### Seggi assegnati per effetto delle modifiche dei trattati
Seggi assegnati nel dicembre 2011.
| Paese       | Seggi | Liste | Gruppi        |
| ----------- | ----- | --- | ------------- |
| Austria     | 2     | 1 Partito Socialdemocratico d'Austria 1 Alleanza per il Futuro dell'Austria                                          | S&D NI        |
| Bulgaria    | 1     | Coalizione Blu (Democratici per una Bulgaria Forte)                                                                  | PPE           |
| Francia     | 2     | 1 Unione per un Movimento Popolare 1 Europa Ecologia                                                                 | PPE Verdi/ALE |
| Italia      | 1     | Unione di Centro | PPE           |
| Lettonia    | 1     | Unione Civica (confluito in Unità)                                                                                   | PPE           |
| Malta       | 1     | Partito Laburista | S&D           |
| Paesi Bassi | 1     | Partito per la Libertà                                                                                               | NI            |
| Polonia     | 1     | Partito Popolare Polacco                                                                                             | PPE           |
| Regno Unito | 1     | Partito Conservatore                                                                                                 | ECR           |
| Slovenia    | 1     | Partito Democratico Sloveno                                                                                          | PPE           |
| Spagna      | 4     | 2 Partito Socialista Operaio Spagnolo 1 Partito Popolare 1 Coalizione per l'Europa (Unione Democratica di Catalogna) | S&D PPE       |
| Svezia      | 2     | 1 Partito Socialdemocratico dei Lavoratori di Svezia 1 Partito Pirata                                                | S&D Verdi/Ale |

## Elezioni svolte contemporaneamente alle europee
In alcuni stati UE si sono tenute varie altre elezioni contemporaneamente alle europee: in Lussemburgo si sono tenute le amministrative, in Belgio si sono svolte le regionali, in Irlanda le amministrative come già nel 1999 e nel 2004, in Danimarca una modifica della costituzione. Nella stessa occasione vi sono state le elezioni locali in Inghilterra. In Italia il 6 e 7 giugno si è tenuta contemporaneamente alle europee anche la tornata ordinaria delle elezioni amministrative.